# Anil Nerode
Anil Nerode, né le 4 juin 1932 à Los Angeles, est un mathématicien américain. Il est renommé comme coauteur du théorème de Myhill-Nerode qui donne une caractérisation des langages formels qui sont rationnels.

## Biographie
Il fait ses études à l'université de Chicago et y obtient un doctorat (Ph. D.) en mathématiques sous la direction de Saunders Mac Lane. Il entre au College Hutchins de l’université de Chicago en 1947, à l'âge de 15 ans, et obtient le Ph. D. en 1956. Sa thèse porte sur une formulation algébrique abstraite de la notion de substitution dans des algèbres libres typées, et ses relations avec la définition équationnelle des fonctions partielles récursives.
Entre 1954 et 1957, il travaille à l'Institute for Air Weapons Research du professeur Walter Bartky, où il effectue des travaux classés secrets pour l'armée de l'air américaine. En 1958 et 1959, il est à l'Institute for Advanced Study à Princeton, au New Jersey, où il travaille avec Kurt Gödel.
Nerode est professeur de mathématiques sur la chaire de Goldwin Smith à l'université Cornell. Ses domaines d'intérêt sont la logique mathématique, la théorie des automates, la calculabilité et la théorie de la complexité, le calcul des variations, et les systèmes distribués. Avec John Myhill, Nerode a prouvé le théorème de Myhill-Nerode qui donne une condition nécessaire et suffisante pour qu'un langage formel soit rationnel.
Nerode est membre du comité éditorial de diverses revues scientifiques, notamment 
Annals of Mathematics and Artificial Intelligence, Mathematical and Computer Modelling et Documenta Mathematica.

## Distinctions
Le prix IPEC Nerode est nommé en son honneur.